# Pahang
Pahang est le plus grand État de la Malaisie péninsulaire avec 35 964 km2. Sa capitale est la ville de Kuantan, située sur la côte est de la mer de Chine méridionale.

## Géographie

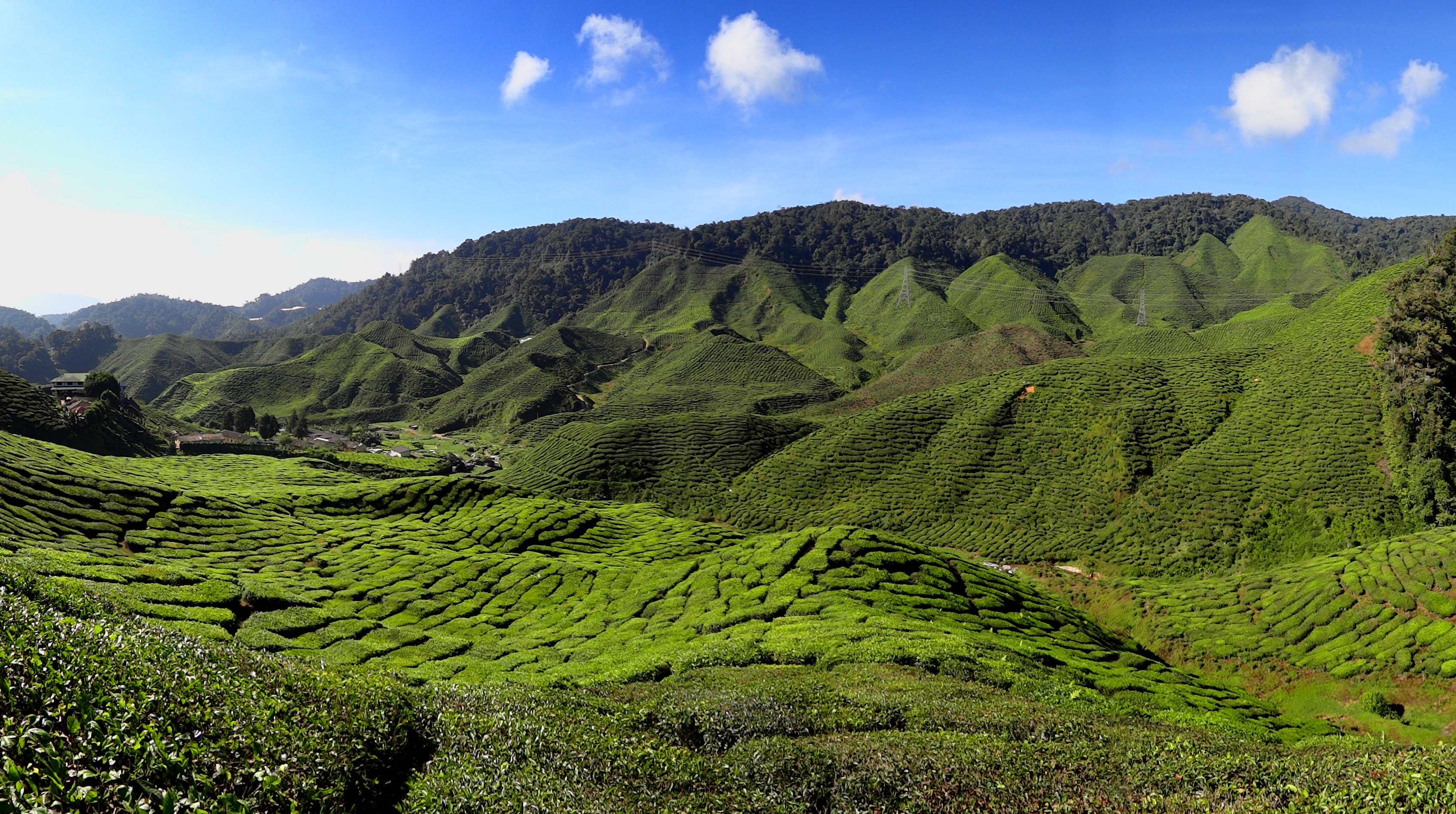
Cameron Highlands.

## Histoire
Le nom de Pahang est attesté dès le XIVe siècle : le Nagarakertagama, poème épique écrit en 1365 sous le règne du roi Hayam Wuruk (1350-89) de Majapahit dans l'Est de l'île indonésienne de Java, dresse une liste des contrées tributaires de Majapahit qui va de Pahang à Gurun dans les Moluques, en passant par Malayu (Jambi) à Sumatra et Bakulapura à Bornéo. En réalité, le territoire contrôlé par Majapahit ne s'étendait que sur une partie de l'Est et du centre de Java. Les contrées tributaires étaient en fait des comptoirs formant un réseau commercial dont Majapahit était le centre. Majapahit y envoyait des dignitaires dont le rôle était de s'assurer que ces comptoirs ne s'adonnaient pas à un commerce privé qui échapperait au royaume.
La plus ancienne inscription trouvée à Pahang est la tombe de son premier sultan, Muhammad Shah, datée de 1475.
En 1584, après des guerres de successions qui se traduisent par la mort de tous les héritiers mâles du royaume de Patani, c'est la princesse Ijau qui monte sur le trône. Bien que Patani soit vassale du royaume siamois d'Ayutthaya, Ijau renforce les liens avec Johor et Pahang. Cette politique de relative indépendance vis-à-vis d'Ayutthaya est rendue possible par le fait que, de 1564 jusqu'aux années 1590, le royaume siamois doit faire face aux menaces des Birmans et des Khmers. Toutefois, à la fin du XVIe siècle, Ayutthaya retrouve sa puissance sous le règne du roi Naresuan.
Ijau meurt en 1615. Sa sœur Biru lui succède. Elle marie sa sœur Ungu au sultan Abdul Ghafur Mohaidin Syah de Pahang. Ce mariage donnera une fille, Kuning. À la mort de Ghafur, Ungu rentrera à Patani avec sa fille. 
En 1620, Pahang est conquise par le sultan Iskandar Muda d'Aceh dans le nord de Sumatra (règne 1607-36), en même temps que Kedah.
À la mort de Biru en 1622, Ungu monte à son tour sur le trône de Patani. Elle s'arrange pour remarier sa fille, que sa tante Biru avait fait épouser le prince siamois Okya Decho, au sultan de Johore. Okya Decho, furieux, obtient du roi d'Ayutthaya la permission de mener des troupes siamoises pour attaquer Patani. Ungu obtient le soutien de Pahang et Johor. L'attaque siamoise échoue.

## Administration

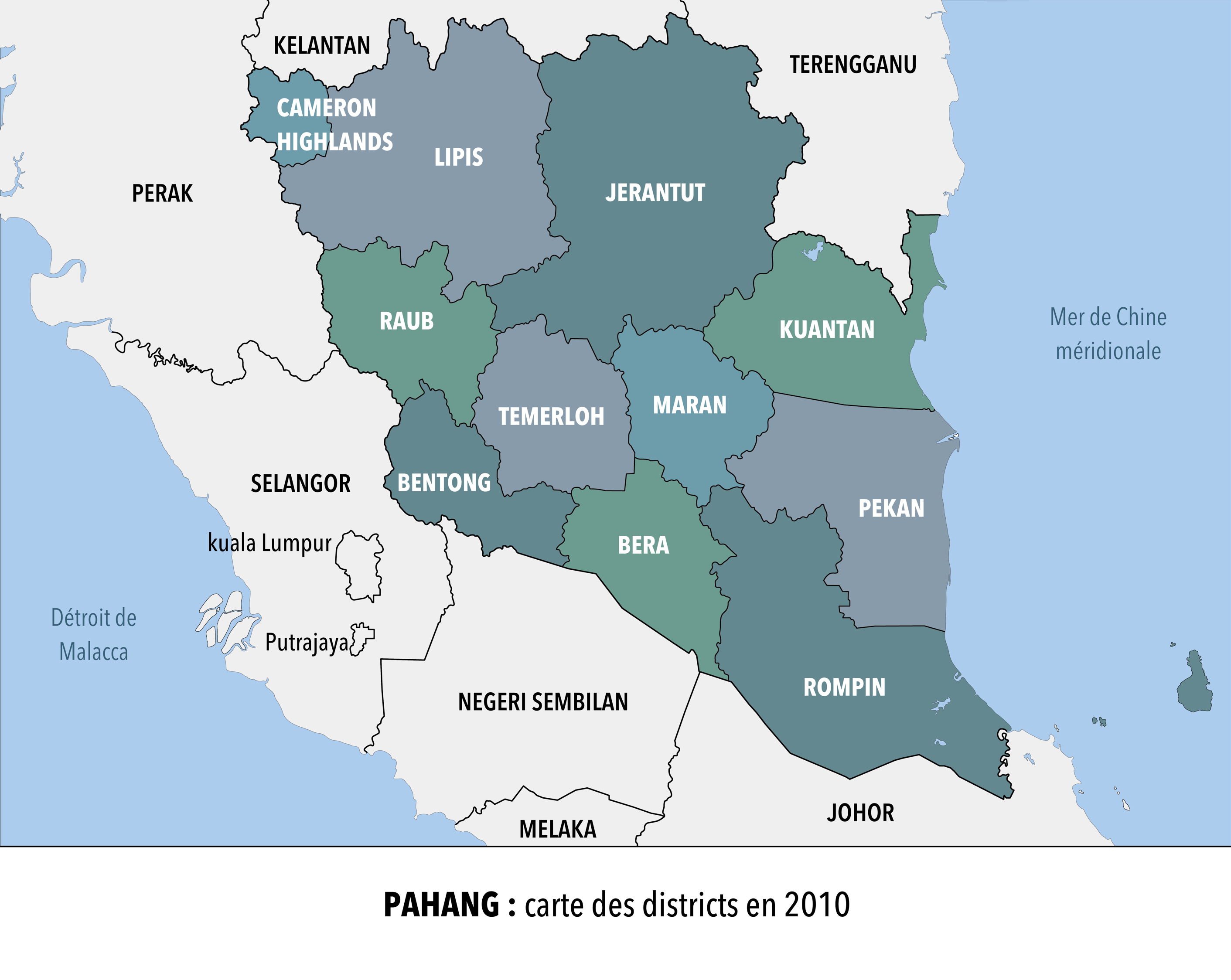
Pahang : carte des districts

Le Pahang est un État monarchique avec un sultan héréditaire. Il est divisé en 11 districts.

## Démographie
L'État de Pahang comptait 1 677 100 habitants au dernier trimestre 2019.
Lors du dernier recensement réalisé en 2010, les 1 426 209 citoyens malaisiens habitant le Pahang se répartissaient de la façon suivante entre ethnies :
| Ethnie            | Nombre de citoyens | %     |
| ----------------- | ------------------ | ----- |
| Malais            | 1 052 774          | 73,82 |
| Autres Bumiputera | 73 413             | 5,15  |
| Chinois           | 230 798            | 16,18 |
| Indiens           | 63 065             | 4,42  |
| Autres            | 6 159              | 0,43  |
| Total citoyens    | 1 426 209          |       |

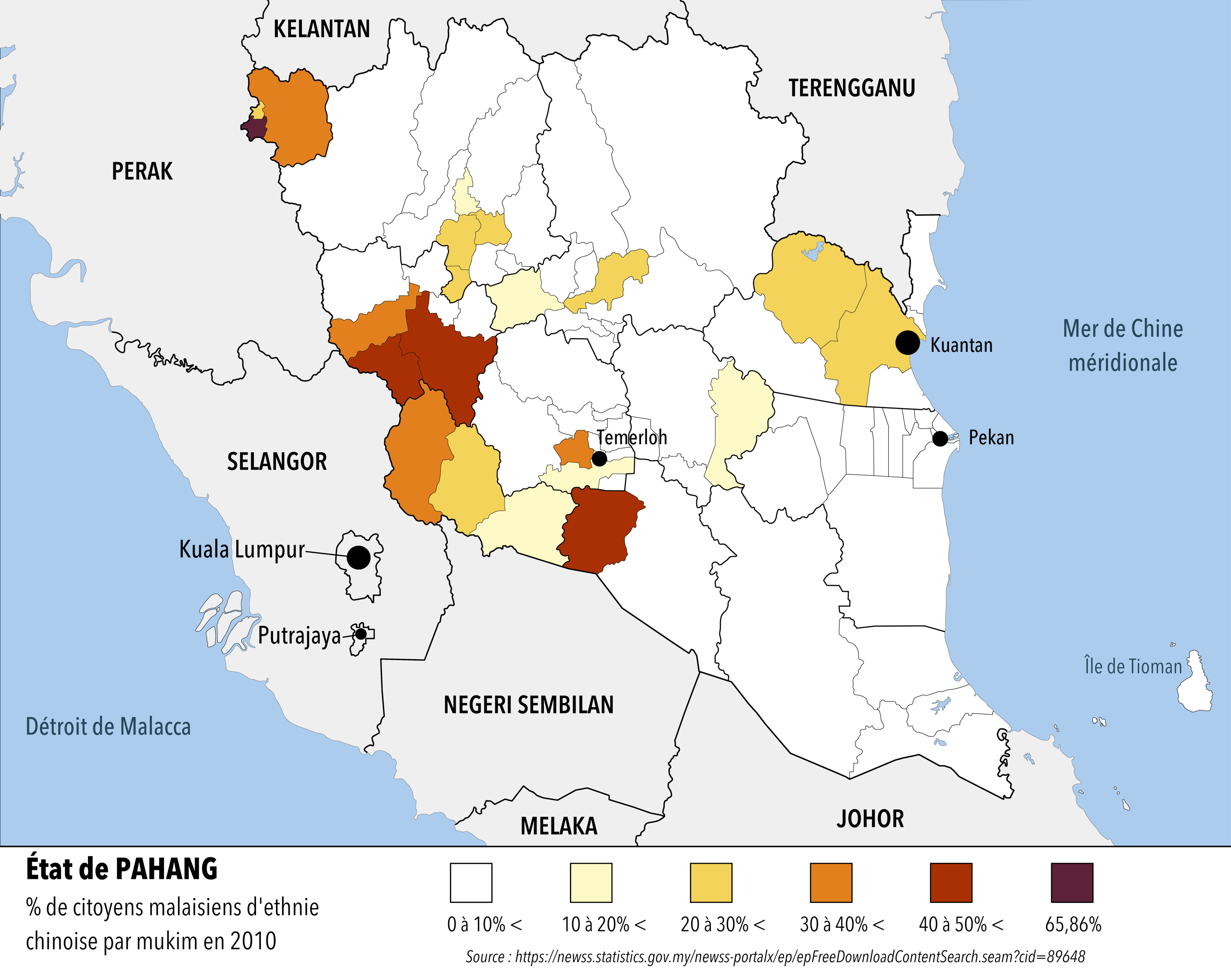
Proportion de citoyens d'ethnie chinoise par mukim (subdivision du district) en 2010.

On trouve également à Pahang des zones habitées par des Jakun, une population autochtone de la péninsule, classée par le gouvernement parmi les Orang Asli (« gens des origines »).

## Économie
Dans le Nord-Est de l'État de Pahang, dans les Cameron Highlands, ondulent des collines couvertes de théiers. Si la récolte du thé reste encore artisanale, la commercialisation du produit, elle, est aujourd'hui rationalisée.